# 今村洋子
今村洋子（1935年3月16日—），日本漫畫家，是少女漫畫的先驅之一。

## 經歷
東京府出身，小時候即擔任其父今村つとむ的助手，1952年以父親之名義發表貸本漫畫《子豚のラッパ》出道。婚後戶籍上改姓菅沼。
1965年以《ハッスルゆうちゃん》榮獲第6屆講談社兒童漫畫賞。